# Molophilus picturatus
Molophilus picturatus är en tvåvingeart som beskrevs av Alexander 1923. Molophilus picturatus ingår i släktet Molophilus och familjen småharkrankar. Inga underarter finns listade i Catalogue of Life.